# راتسبورگ
شهر راتسبورگ (به آلمانی: Ratzeburg) در ایالت اشلسویگ-هل‌اشتاین در کشور آلمان واقع شده‌است. راتسبورگ مرکز منطقهٔ هرتسوگتوم لاونبورگ است.